# 대전 유성구의 향토문화유산
대전 유성구의 향토문화유산은 다음 각 호의 어느 하나에 해당하는 것으로서 구청장이 지정·고시한 것을 말한다.
1. 「문화재보호법」및「대전광역시 문화재보호조례」에 따라 지정되지 아니한 것으로서 향토의 역사적·예술적·학술적·경관적 가치가 있는 것과 이에 준하는 유·무형의 자료
2. 향토 문화유산으로서 보존가치가 있을 것으로 기대되는 유적
3. 향토문화·토속·풍속을 연구하는데 필요한 자료

## 참고 문헌
- 대전 유성구 홈페이지 - 고시/공고